# Domenico Rea
Domenico Rea est un écrivain italien né à Naples le 8 septembre 1921 et mort à Naples le 26 janvier 1994 .

## Biographie
Il fait partie du mouvement néoréaliste.
Il obtient en 1951 le prix Viareggio pour Gesù, fate luce ! (Jésus, fais la lumière !) et le prix Strega en 1993 pour Ninfa plebea (littéralement : La Nymphe plébéienne).

## Œuvres traduites en français
- Cancer baroque [«  Una Vampata di rossore »], trad. de Marguerite Pozzoli, Arles, France, Actes Sud, coll. « Lettres italiennes », 1988, 301 p.  (ISBN 2-86869-286-9)
- Jésus, fais la lumière !, suivi de Les Deux Naples [« Gesù, fate luce ! »], trad. de Marguerite Pozzoli, Arles, France, Actes Sud, coll. « Lettres italiennes », 1989, 221 p.  (ISBN 2-86869-433-0)
- Spaccanapoli [« Spaccanapoli »], trad. de Michel Arnaud, Lagrasse, France, Éditions Verdier, coll. « Terra d'altri », 1990, 160 p.  (ISBN 2-86432-080-0)
- Enfants de Naples, trad. de Maria Brandon-Albini, éd. du Burin, série pour la Ligue de l'Enseignement, "Les Portes de la vie", 1966, 279 p. (avec des suppléments)
- Visite privée, Naples, photos de Kenneth Poulsen, Paris, Éditions du Chêne, coll. « Visite privée », 1991, 159 p.  (ISBN 2-85108-665-0)

## Adaptation cinématographique
- Ninfa plebea, par Lina Wertmüller, 1996